# Lo frate 'nnamorato
Lo frate 'nnamorato (Den förälskade brodern) är en opera (commedia musicale) i tre akter med musik av Giovanni Battista Pergolesi och libretto av Gennaro Antonio Federico.

## Historia
Operan var Pergolesis första komiska försök inom genren och musiken innehåller såväl folklore som buffainslag och parodier på opera seria. Verket hade premiär den 27 september 1732 på Teatro dei Fiorentini i Neapel och blev en succé. 

## Personer
- Vannella, Carlos hushållerska (sopran)
- Cardella, Marcaniellos hushållerska (sopran)
- Marcaniello, en gammal neapolitan (bas)
- Don Pietro, Marcaniellos son (bas)
- Carlo, en romare (tenor)
- Nina, hans niece (alt)
- Nena, hanss niece (sopran)
- Ascanio, hans adoptivson (sopran)
- Luggrezia, hans dotter (kontraalt)

## Handling
De två systrarna Nina och Nena älskar båda ynglingen Ascanio. Även Luggrezia älskar Ascanio. Då alla tre kvinnorna förväntas gifta sig med andra män är ingen lycklig förrän Ascanio avslöjar att han egentligen är broder till Nina och Nena. Detta gör honom fri att gifta sig med Luggrezia.